# Поколение свободы
Общероссийское общественное движение «Поколение свободы» — молодёжное политическое объединение, созданное в конце 1997 года на базе предвыборного блока «Общее дело» Ирины Хакамады.
В первоначальный состав основателей движения, наряду с Владимиром Семёновым вошли Светлана Конеген, основатель журнала Ом Игорь Григорьев, Андрей Вульф, Дарья Асламова, Арина Шарапова, Андрей Фомин.
Впоследствии руководство движением совместно осуществляли четыре депутата Государственной Думы — Андрей Вульф, Владимир Коптев-Дворников, Владимир Семёнов и Александр Баранников. Ещё одним членом движения, добившимся депутатского мандата стал Игорь Динес.
Движение находилось на демонстративной ультралиберальной позиции.
Работая в Госдуме, его члены предлагали к принятию следующие законопроекты:
- О регулировании рынка продукции сексуального и эротического характера.
- О регулировании рынка сексуальных услуг.
- О регулировании рынка шоу-бизнеса.
- О правовой легализации института гражданских браков.
- Об ограничении вмешательства в частную жизнь граждан.
- Об амнистии отечественного капитала.
- Об отмене инструкции ЦБ РФ об обязательном предъявлении паспорта при обмене валюты на сумму менее 1000 долларов США.
- О снижении возраста члена СФ до 21 года.
- О предоставлении активного избирательного права гражданам РФ по достижении 16-летнего возраста.
- О заявительном порядке активного избирательного права граждан РФ по достижении 75-летнего возраста.
- О разрешении любой профессиональной деятельности депутатам Государственной Думы и членам Совета Федерации ФС РФ.

Ни один из них не продвинулся в думской процедуре принятия законов дальше обсуждения в профильном комитете.
В 1999 году движение выступило одним из соучредителей избирательного блока «Единство» . По собственному утверждению основателя движения, этот шаг был предпринят руководителями «Поколения свободы» в надежде получить в свое управление молодёжную организацию «Единства» или, как минимум, блок предвыборной агитации, рассчитанный на молодёжную аудиторию. Однако, эта надежда не оправдалась.
В апреле 2001 руководство движения объявило о выходе из состава «Единства» и стремлении к коалиции с «Союзом Правых Сил», в состав которой и перешли четверо депутатов. По версии представителей движения они сделали это в связи с объявленным объединением «Единства» и партии «Отечество — Вся Россия» и нежеланием участвовать в бюрократизации партии. По версии руководителей думской фракции «Единства», оно само собиралось исключить из своего состава Семёнова, Коптева-Дворникова и Баранникова за систематическое нарушение принципа консолидированного голосования. Вульф, на тот момент только получивший депутатский мандат вместо выбывшего из числа депутатов Бориса Грызлова, в состав фракции «Единства» формально вступить не успел и сразу перешёл в состав фракции СПС. Игорь Динес не поддержал коллег по движению и остался в составе «Единства».